# Едмунд Гілларі
Е́дмунд Персіва́ль Гі́лларі (англ. Sir Edmund Percival Hillary; 20 липня 1919 — 11 січня 2008) — альпініст із Нової Зеландії. У 1953 році разом із непальським шерпою Тенцингом Норгеєм уперше досяг вершини найвищої гори світу, Евересту. Їхній подвиг був присвячений коронації Єлизавети II. Пізніше англійська королева провела героя в лицарі.
Відтоді на найвищій точці світу станом на 2019 рік побувало понад 5200 осіб із понад 64 країн світу.
У 1957—1958 роках Гілларі спільно з британським дослідником В. Фуксом керував першою санно-гусеничною Трансантарктичною експедицією Співдружності, що перетнула Антарктиду, і 3 січня 1958 року став першою людиною після Роберта Скотта, що досягли Південного полюса по суходолу. Він також був керівником низки інших знаменитих експедицій до Гімалаїв і на льодовому континенті.
У 1975 році в житті Гілларі відбулася трагедія — в авіаційній катастрофі загинули його дружина і 15-річна дочка. Невеличкий літак летів із Катманду, столиці Непалу, прямуючи в район, де Гілларі мав намір відкрити школу альпіністів. Переживши біду, Гілларі не зневірився, знайшов у собі сили та повністю присвятився роботі з підготовки нових альпіністів. Попри похилий вік, навіть в останні роки життя проводив приблизно по шість місяців у роз'їздах, щоб особисто проконтролювати в різних країнах виконання задуманих ним проєктів і поповнити фонд, який сам заснував. У цьому йому допомагав син Пітер, що також захопився альпінізмом.
Гілларі кавалер Ордена Підв'язки, лицар-командор ордена Британської імперії.
На його честь названо астероїд 3130 Гілларі, також його портрет зображений на банкноті номіналом 5 новозеландських доларів.

## Галерея

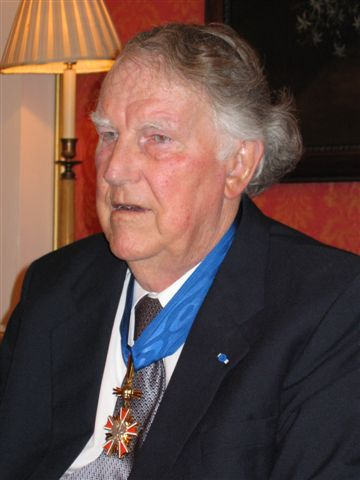
Едмунд Персіваль Гілларі, 2004
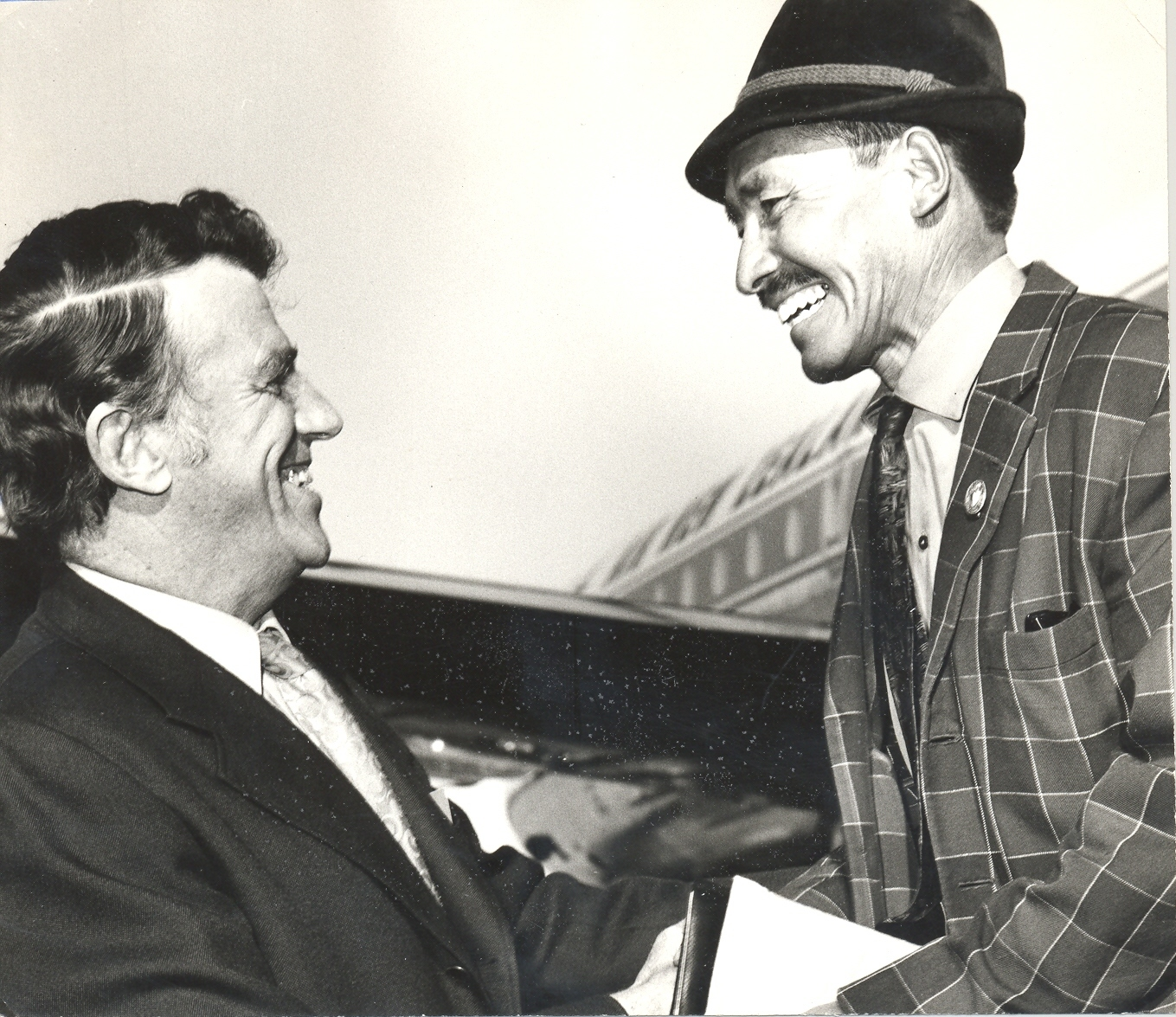
Едмунд Гілларі і шерп Тенцинг Норгей
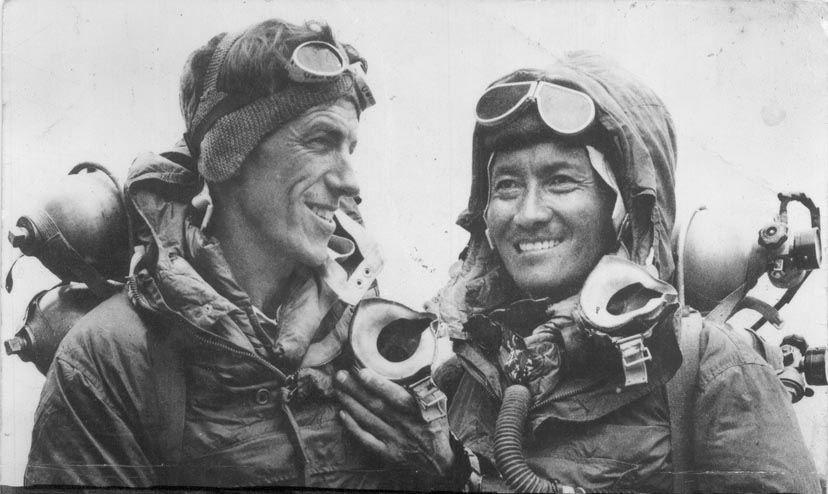
Едмунд Гілларі і Тенцинг Норгей. 1953 р.